# Danske Bank
Danske Bank (в перекладі з данської мови «Данський банк») — найбільший комерційний банк Данії, один з провідних банків Північної Європи. Материнська компанія Danske Bank Group. Штаб-квартира знаходиться в Копенгагені.
Займає 231 місце в рейтингу Forbes Global 2000 (2014 року). 2011 року посів 454 місце у рейтингу Fortune Global 500. Один із банків, що допомагали РФ обходити міжнародні санкції, пов'зані з війною проти України.

## Історія
Прабатьками Danske Bank є Northern Bank і Provinsbanken, створені ще на початку XIX століття. У 1871 році ними було засновано Den Danske Landmandsbank.
Протягом XX століття банк активно розвивав мережу дочірніх компаній, переважно в Північній Європі.
У 1990 році Handelsbanken, Provinsbanken і Den Danske Bank об'єдналися в одну компанію «Den Danske Bank», яка почала активно розвиватися. В той самий час Danske Bank Group продовжила поповнюватися новими членами з низки данських, шведських і норвезьких банків. У 2000 році Den Danske Bank був перейменований в Danske Bank.
У 2000-х роках Danske Bank Group стає найбільшою фінансовою групою Скандинавії та Північної Європи.
У лютому 2015 року банк оголосив, що припиняє в Данії виплачувати відсотки за вкладами, натомість самим клієнтам доведеться доплачувати за зберігання грошей на депозиті.
У грудні 2022 року банк визнав, що допомагав РФ обходити міжнародні санкції, пов'зані з війною проти України і займався шахрайством проти банків США, зокрема, проводячи багатомільярдну схему доступу до фінансової системи США для росіян.

## Діяльність
З 15 листопада 2012 року всі банки Danske Bank Group працюють під однією назвою.
Крім Данії, представництва Danske Bank Group є в 14 країнах світу:
- Бельгія
- Велика Британія
- Німеччина
- Ірландія (раніше National Irish Bank)
- Латвія
- Литва
- Норвегія (раніше Fokus Bank)
- Польща
- Росія (дочірня компанія ЗАО «Данске банк»[12])
- Північна Ірландія (раніше Northern Bank)
- США
- Фінляндія (раніше Sampo bank)
- Швеція (раніше Östgöta Enskilda Bank)
- Естонія (раніше Sampo Pank)

Обслуговує 3,8 млн приватних клієнтів.

## Примітка
1. 1 2  https://www.unepfi.org/net-zero-banking/members/
2. 1 2  https://datacvr.virk.dk/data/visenhed?enhedstype=virksomhed&id=61126228
3. ↑  https://datacvr.virk.dk/data/visenhed?enhedstype=virksomhed&id=25020634
4. ↑  Архівована копія. Архів оригіналу за 5 березня 2018. Процитовано 4 березня 2018.{{cite web}}:  Обслуговування CS1: Сторінки з текстом «archived copy» як значення параметру title (посилання)(англ.)
5. ↑  [Forbes Lists, World's Richest People, and more - Forbes.com. Архів оригіналу за 5 березня 2018. Процитовано 4 березня 2018.(англ.) Forbes Lists, World's Richest People, and more — Forbes.com]
6. ↑  Global 500 2013 — Fortune[недоступне посилання з травня 2019]
7. 1 2  Найбільший банк Данії визнав, що допомагав росіянам отримати доступ до фінсистеми США. РБК-Украина (укр.). Процитовано 20 грудня 2022.
8. ↑  Архівована копія. Архів оригіналу за 23 вересня 2015. Процитовано 4 березня 2018.{{cite web}}:  Обслуговування CS1: Сторінки з текстом «archived copy» як значення параметру title (посилання)(рос.)
9. ↑  Крупнейший банк Дании решил отобрать деньги у клиентов // НТВ.Ru. Архів оригіналу за 5 березня 2018. Процитовано 4 березня 2018.
10. ↑  http://www.danskebank.com/en-uk/about-us/facts-about-us/our-business/pages/our-business.aspx [Архівовано 6 травня 2013 у Wayback Machine.](англ.)
11. ↑  Банки Danske Bank Group - Danske Bank. Архів оригіналу за 2 квітня 2015. Процитовано 4 березня 2018.
12. ↑  http://www.danskebank.ru/ru-ru/about/Pages/about.aspx [Архівовано 27 серпня 2012 у Wayback Machine.] (рос.)